# Smile (film 2022)
Smile è un film horror del 2022 scritto e diretto da Parker Finn, al suo debutto da regista, basato sul suo cortometraggio del 2020 Laura Hasn't Slept.

## Trama
In un reparto psichiatrico, la psichiatra Rose Cotter incontra una paziente ricoverata di recente, Laura Weaver, una studentessa di dottorato che ha assistito al suicidio del suo professore, e che afferma di essere l'unica a vedere un'entità che finge di essere altre persone che le sorridono. D'un tratto, Laura ha un attacco di panico e le convulsioni, e mentre Rose chiede aiuto, Laura le sorride prima di tagliarsi la gola con un frammento di un vaso rotto.
Dopo il suicidio, Rose vede un paziente vulnerabile chiamato Carl che le sorride e grida che sta per morire. Quando ordina che Carl venga trattenuto, Rose vede improvvisamente che in realtà l'uomo stava dormendo per tutto il tempo. Preoccupato per il benessere mentale di Rose, il suo supervisore, il dottor Morgan Desai, le concede una settimana di pausa. Gli eventi soprannaturali comunque continuano e portano Rose a ricominciare delle sedute di psicoterapia dalla dottoressa Madeline Northcott, che l'aveva già seguita tempo addietro in seguito alla morte della madre di Rose, donna violenta che morì di overdose quando la ragazza era piccola e il corpo venne trovato privo di vita proprio dalla figlia, provocandole un grosso trauma. Alla festa di compleanno del figlio di Holly, sorella di Rose, il regalo di quest'ultima per il piccolo viene in qualche modo sostituito dal gatto morto della donna, scomparso la notte prima, scatenando il panico tra i presenti; inoltre, tra di essi, Rose individua un'altra figura sorridente che la fa spaventare e, di conseguenza, cadere sopra un tavolo di vetro, procurandosi così numerose ferite. Ciò convince la ragazza di essere stata maledetta, ma quando prova a spiegarlo al suo ragazzo Trevor e a sua sorella (con cui era da tempo in rapporti tesi per averla abbandonata da sola con la madre) non le credono, ritenendola pazza.
Scoprendo che il professore di Laura le stava sorridendo durante la sua morte, Rose fa visita alla sua vedova Victoria, la quale afferma che suo marito ha iniziato a comportarsi in modo diverso dopo aver assistito al suicidio di una donna. Rose fa visita al suo ex, Joel, un detective della polizia che ha risposto alla morte di Laura. I due esaminano i registri della polizia e scoprono che ci sono stati più casi simili a quello di Laura e Rose, dove la vittima, dopo aver assistito al suicidio di una persona che sorride, subisce ossessioni soprannaturali prima di uccidersi anch'essa mentre sorride davanti ad un nuovo testimone, passandogli cosi la maledizione e provocando una reazione a catena. Joel scopre che tutte le vittime maledette sono morte dopo meno di una settimana (Rose ora è al suo quarto giorno), tranne un certo Robert Talley, che ora si trova in prigione per omicidio. Rose e Joel fanno visita a Talley, per ottenere informazioni da lui con la scusa che una paziente di Rose sia stata maledetta. L'uomo rivela alla ragazza che l'unico modo per liberarsi della maledizione è uccidere una persona davanti ad un testimone, passandola così a quest'ultimo. Rose si rifiuta, però, di uccidere qualcuno.
Poco dopo, il demone della maledizione assume la forma della dottoressa Northcott e attacca Rose durante una sessione di terapia, dicendole che "è quasi ora". Più tardi, Rose va all'ospedale psichiatrico e ha una visione dove ella uccide il suo paziente Carl in ospedale di fronte al dottor Desai, che si strappa la pelle dal viso. Tornata in sé, Rose viene raggiunta da Desai, che, dopo aver individuato un coltello all'interno dell'auto della donna, chiama la polizia temendo il peggio per lei, ma quest'ultima scappa e si dirige verso la sua remota e abbandonata casa di famiglia, mentre Joel cerca di rintracciarla. Pianificando di privare il demone di testimoni, Rose si rintana nella casa dove trova il demone che assume le sembianze della madre morta. Viene rivelato che Rose aveva effettivamente trovato sua madre poco prima che andasse in overdose e, in preda alla paura, ignorò le sue richieste di aiuto. Rose affronta il demone, che si trasforma in una versione alta e deforme di sua madre, e gli dà fuoco con una lanterna, apparentemente uccidendolo e ponendo fine alla maledizione. Rose raggiunge poi l'appartamento di Joel e viene confortata da lui finché non si rende conto di avere davanti l'entità con l'aspetto dell'uomo, che l'attacca. Mentre fugge, Rose scopre di essere ancora nella vecchia casa, proprio quando arriva il vero Joel, e comprende che tutto ciò che è successo dal momento in cui è entrata in essa è stata un'allucinazione.
In preda al panico, Rose torna in casa, chiudendosi la porta alle spalle. Il demone ha però la meglio e si strappa la faccia, rivelando la sua vera forma (un'entità senza pelle con un lungo sorriso contenente una sorta di bambola russa di sorrisi), per poi strisciare nella bocca della donna, in tal modo possedendola. Entrato in casa, Joel vede Rose che sorride versandosi benzina addosso e assiste impotente mentre brucia viva, passandogli la maledizione.

## Produzione
Nel giugno 2020, Parker Finn è stato scelto dalla Paramount Pictures per scrivere e dirigere un adattamento cinematografico del suo corto Laura Hasn't Slept, che vedeva una donna che cerca l'aiuto di un terapista per liberarsi da un incubo ricorrente; tale corto aveva vinto il Premio Special Jury Recognition nella categoria Midnight Short SXSW.
Nel settembre 2021, il film è stato annunciato con il titolo Something's Wrong with Rose, con Sosie Bacon che avrebbe interpretato il personaggio nel titolo, e sarebbe stato co-prodotto da Paramount Players e Temple Hill Entertainment. Il mese dopo, al cast si sono uniti Jessie T. Usher, Kyle Gallner, Rob Morgan, Kal Penn, Judy Reyes, Gillian Zinser e Caitlin Stasey.
Le riprese sono iniziate l'11 ottobre 2021, a New Jersey, tra cui Hoboken, e sono terminate il 24 novembre 2021. Il montaggio e la post-produzione sono iniziate il 3 dicembre, e finite a fine maggio 2022. Gli effetti visivi sono stati fatti da the-Artery e supervisionati da Yuval levy e Vico Sharabani, mentre il film ha cambiato titolo in Smile. A fine mese, Cristobal Tapia de Veer è stato scelto come compositore del film.

## Distribuzione
Il film è uscito in anteprima al Fantastic Fest il 22 settembre 2022, e poi nelle sale cinematografiche statunitensi il 30 dello stesso mese ad opera della Paramount Pictures, e in quelle italiane il 29 tramite la Eagle Pictures. La critica è stata costruttiva nei suoi confronti, lodandone i jumpscares, la regia e le prestazioni di Bacon.
Infatti il film sul sito di aggregatore di recensioni Rotten Tomatoes ha un indice di gradimento del 77%.

## Sequel
Il sequel del film, Smile 2, è uscito ad ottobre 2024.